# Déjà Vu (2006)
Déjà Vu is een Amerikaanse sciencefiction-thriller uit 2006 onder regie van Tony Scott. De productie werd genomineerd voor onder meer een Saturn Award voor beste sciencefictionfilm, een World Soundtrack Award voor de muziek van Harry Gregson-Williams en Taurus World Stunt Awards voor de beste vuurstunt en beste voertuigstunt.

## Verhaal
In New Orleans is er een feest aan de gang op een boot waarop honderden Amerikaanse mariniers hun terugkomst vieren samen met hun vrouwen, vriendinnen en kinderen. Aan boord bevindt zich echter ook een autobom. Deze ontploft en heeft een allesvernietigend effect. De boot brandt volledig uit en onder de opvarenden vallen meer dan 500 doden. ATF-agent Doug Carlin (Denzel Washington) vindt vlakbij de resten van een ontsteker en ANFO, die aantonen dat de explosie voortkomt uit een bomaanslag. In de loop van zijn verdere onderzoek wordt Carlin gebeld door sheriff Bob Reed (John McConnell). Die vertelt hem dat er om 10.42 u melding is gemaakt dat het lijk van een voor 30% verbrande vrouw is aangespoeld. Carlin weet van bewakingsbeelden die hij zag van de explosie niettemin dat de bom een paar minuten ná 10.42 u ontplofte. Hierdoor moet hij niet alleen op zoek naar de pleger van de bomaanslag, maar ook naar het ware verhaal rond de dode vrouw die niet door de explosie kan zijn omgekomen, maar wel zo verminkt is dat het daarop lijkt.
Na de autopsie blijkt de vermoorde vrouw Claire Kuchever te zijn (Paula Patton). Zij zou die morgen haar vader van het vliegveld ophalen, maar kwam daar nooit opdagen. Uit de autopsie blijkt ze ongeveer twee uur voor de explosie te zijn vermoord. Rond haar mond worden plakresten van tape aangetroffen.
Carlin wordt even later benaderd door FBI-agent Paul Pryzwarra (Val Kilmer). Die is onder de indruk geraakt van Carlins kordate optreden na de bomaanslag en wil hem rekruteren voor zijn nieuwe team. Hier maakt hij kennis met onder andere de audio-visuele computerexpert Alexander Denny (Adam Goldberg). Hij laat Carlin hun nieuwe systeem zien waarmee ze vier dagen en zes uur in het verleden kunnen kijken. Hij vertelt dat de beelden en het geluid via een aantal satellieten binnenkomen en samengesteld worden, maar alleen integraal te bekijken zijn: er kan niet voor- of achteruit gespoeld worden. Beelden kunnen wél worden opgenomen. Van Carlin wordt verwacht dat hij met zijn expertise het onderzoek naar de bomexplosie aanstuurt met behulp van deze technologie. Hij laat het apparaat echter niet op de haven richten, maar op de woning van Kuchever, die op de beelden van vier dagen terug nog springlevend is. Zijn vermoeden dat de aan hem gegeven verklaring over de nieuwe technologie echter niet klopt, wordt bevestigd wanneer hij met een laserpen op het beeld richt waarop Kuchever te zien is. Kuchever ziet de laserpunt namelijk ook even in haar woonkamer verschijnen en dat zou niet kunnen als de beelden daadwerkelijk vier dagen geleden zouden zijn opgenomen. Denny biecht hem de waarheid op. De nieuwe technologie toont geen beelden uit satellietten. In plaats daarvan kijken ze samen door een wormgat daadwerkelijk vier dagen het verleden in. Ze hebben geen idee hoe ze dit gedaan hebben en zijn er nog niet zo lang geleden achter gekomen. De technologie maakt dat Carlin eist dat ze op zoek gaan naar een methode om te proberen via het apparaat zodanig in te grijpen in het verleden, dat zowel de bomaanslag als de moord op Kuchever mogelijk voorkomen kunnen worden. Dit lijkt in eerste instantie onmogelijk omdat Denny en zijn team geen enkele manier weten om een boodschap daadwerkelijk naar het verleden te laten reizen, maar gaandeweg blijkt er steeds meer mogelijk.

## Tijdreizen
In de film wordt gebruikgemaakt van tijdreizen. Het verhaal gebruikt hiervoor twee theorieën over tijdreizen als verklaring. Er wordt eerst van uitgegaan dat het verleden niet aan te passen is. Zo kan Carlin ondanks dat hij een brief terug in de tijd stuurt, niet voorkomen dat zijn partner wordt gedood. In de tweede helft van de film is het verleden wél aan te passen en gebeurt dit ook daadwerkelijk. Deze twee tegenstrijdige verklaringen kunnen in natuurkundige theorieën niettemin nooit gelijktijdig realiteit zijn.

## Rolverdeling
| Acteur            | Personage        |
| ----------------- | ---------------- |
| Denzel Washington | Doug Carlin      |
| Val Kilmer        | Agent Pryzwarra  |
| Jim Caviezel      | Carroll Oerstadt |
| Matt Craven       | Larry Minuti     |
| Adam Goldberg     | Denny            |
| Bruce Greenwood   | Jack McCready    |
| Paula Patton      | Claire Kuchever  |